# Dirk Van Vooren
Dirk Van Vooren (Brugge, 11 oktober 1973) is een Belgisch komiek en acteur.

## Biografie
Van Vooren begon op te treden in 1989 als visueel komiek met zelfgemaakte acts en heeft een volkse stijl. Hij werkte 10 jaar lang samen met Luc Caals in het duo Caals & Van Vooren. Ze traden vanaf 1996 op in de legendarische revuetempel Het Witte Paard en hadden vanaf 2002, in een productie van Studio 100, een eigen zomershow in Blankenberge en een winterrevue in Antwerpen. De laatste show was in 2006, toen zette het duo definitief een punt achter hun samenwerking als duo in shows. Hij is ook bekend als Steven Stil in Piet Piraat. In 2008 richtte hij De Komedie Compagnie op, een commercieel theatergezelschap dat komedies programmeert voor een breed publiek.
Van Vooren is getrouwd en heeft twee kinderen.

## Televisie
- Mega Mindy - als imker (2007)
- Piet Piraat - als Steven Stil (Sinds 2001)
- Nonkel Jef - als Herman (2000)
- Onze pa heeft een lief (1999)

## Theater
- De Schlagerij - 2024
- Het Spook van de Operette - 2023
- Piet Piraat en de toverlantaarn - 2019
- Piet Piraat en Expeditie Noordpool - 2012/2013
- Taxi Taxi - 2012
- Ladies Night - 2012
- Wat een soep - 2012
- Piet Piraat en Radio de Scheve Schuit - 2011
- Een leugentje om Kerstmis - 2011
- Als de kat van huis is - 2011
- Piet Piraat en de grote griezelshow - 2010
- Kom van dat dak af - 2010
- Een raar koppel - 2010
- Piet Piraat en het geheim van Lorre - 2009
- Au Bouillon Belge - 2009
- Verkeerd verbonden - 2009
- Zwijg Kleine! - 2008
- Foei Minister - 2008
- Piet Piraat en de kleine dino  - 2007/2008
- Piet Piraat en het geheim van Esmeralda  - 2007
- Pak de poen - 2007
- Piet Piraat op Mango-eiland  - 2006
- Taxi Taxi - 2006
- Piet Piraat en het duel met kapitein Groenbaard  - 2004/2005
- Piet Piraat en de wenskist  - 2003/2004
- Zo mooi, zo blond - 2003
- Piet Piraat Show  - 2002

## Show
- De Winterrevue - 2015 tem 2024
- Casino Amuzanto - 2011
- Studio 100 Zomershow - 2009
- Dirk Van Vooren Zomershow - 2007
- Caals & Van Vooren Winterrevue's en Zomershows - van 2002 tem 2006
- In 't Witte Paard - van 1996 tem 2001

## Film
- Piet Piraat en het zeemonster - 2013
- Piet Piraat en de geheimzinnige mummie - 2010
- Piet Piraat en het Schotse spook - 2009
- Piet Piraat en de pompoenkoning - 2008
- Piet Piraat en het zwaard van Zilvertand - 2008
- Hotel op stelten - 2008
- Piet Piraat en het vliegende schip - 2006
- Piet Piraat en de betoverde kroon - 2005